# Suzuki H
Suzuki H — серия полностью алюминиевых V-образных шестицилиндровых 24-клапанных бензиновых двигателей внутреннего сгорания рабочим объёмом 2,0—2,7 л (1998—2736 см3) с углом наклона 60°, клапанным механизмом OHC и многоточечным впрыском топлива, выпускавшихся с 1994 по 2009 год японской компанией Suzuki. Двигатели выпускались совместно с Mazda (KF) и Toyota (VZ). Первый двигатель, H20, был представлен в 1994 году, однако конструкции Suzuki, Toyota и Mazda сильно отличались: первая компания увеличивала рабочий объём, а вторая экспериментировала с альтернативными технологиями индукции и меньшими размерами двигателя. Четырёхцилиндровый двигатель J, представленный в 1996 году, имел общие детали и конструкцию с семейством H.

## H20A
Рабочий объём двигателя H20A составляет 2,0 л (1998 см3), а диаметр цилиндра и ход поршня — 78 мм × 69,7 мм. Обладая степенью сжатия 9,5:1, двигатель развивает мощность 107 кВт (143 л. с.) при 6500 об/мин и крутящий момент 172 Н⋅м при 4000 об/мин.
Применения:
- 1994—1999 Suzuki Escudo/Vitara

## H25A
Рабочий объём двигателя H25A составляет 2,5 л (2495 см3), а диаметр цилиндра и ход поршня — 84 мм × 75 мм. Обладая степенью сжатия 9,5:1, двигатель развивает мощность 106 кВт (142 л. с.) (с 2001 года — 116 кВт (156 л. с.)) при 6500 об/мин и крутящий момент 203 Н⋅м (с 2001 года — 213 Н⋅м) при 3500 об/мин. Также двигатель применяется в различных сверхлёгких авиационных силовых установках, таких как Titan T-51 Mustang.
Применения:
- 1996—2005 Suzuki Escudo/Vitara Wagon/Estate (LWB) **не в Австралии
- 1998—2005 Suzuki Grand Vitara (только в США и Канаде)
- 2001—2004 Chevrolet Tracker
- 2003—2006 Suzuki Grand Escudo XL-7 (только в Индонезии)

## H27A
Рабочий объём двигателя H27A составляет 2,7 л (2736 см3), а диаметр цилиндра и ход поршня — 88 мм × 75 мм. В 2006 году была добавлена система изменения фаз газораспределения. Двигатель настроен на достижение большей части крутящего момента на низких оборотах за счёт чистой мощности на высоких оборотах, что делает двигатель очень отзывчивым в повседневной езде. Он развивает мощность 138 кВт (185 л. с.) при 6000 об/мин и крутящий момент 250 Н⋅м при 3300 об/мин.
Применения:
- 2000—2009 XL-7
- 2006—2008 Grand Vitara (только на североамериканских рынках)